# Kruibeke
Kruibeke és un municipi belga de la província de Flandes Oriental a la regió de Flandes. Està compost per les seccions de:
| #   | Nom        | Extensió (km²) | Població (01/01/2008) |
| --- | ---------- | -------------- | --------------------- |
| I   | Kruibeke   | 14,54          | 7.209                 |
| II  | Rupelmonde | 1,88           | 3.031                 |
| III | Bazel      | 17,00          | 5.242                 |

## Situació
- a. Hoboken (Antwerpen)
- b. Hemiksem
- c. Schelle
- d. Hingene (Bornem)
- e. Steendorp (Temse)
- f. Temse
- g. Haasdonk (Beveren)
- h. Melsele (Beveren)
- i. Burcht (Zwijndrecht)

## Personatges il·lustres
- Gerardus Mercator

## Agermanaments
- Gangelt
- Holsthum
- Wissekerke (Goes)
- Moldoviţa
- Al 'Udayn